# San Antonio Nexapa
San Antonio Nexapa är en ort i Mexiko.   Den ligger i kommunen Tapachula och delstaten Chiapas, i den sydöstra delen av landet, 900 km sydost om huvudstaden Mexico City. San Antonio Nexapa ligger 555 meter över havet och antalet invånare är 144.
Terrängen runt San Antonio Nexapa är huvudsakligen kuperad, men åt sydost är den platt. Runt San Antonio Nexapa är det tätbefolkat, med 286 invånare per kvadratkilometer. Närmaste större samhälle är Tapachula, 14,3 km söder om San Antonio Nexapa. I omgivningarna runt San Antonio Nexapa växer huvudsakligen savannskog.